# Scolitantides excellens
Scolitantides excellens är en fjärilsart som beskrevs av Butler 1875. Scolitantides excellens ingår i släktet Scolitantides och familjen juvelvingar. Inga underarter finns listade.